# بیلی اسمیت (بازیکن فوتبال، زاده ۱۹۰۶)
بیلی اسمیت (انگلیسی: Billy Smith; ۹ ژوئن ۱۹۰۶ – ۲۷ فوریه ۱۹۸۳) بازیکن فوتبال اهل بریتانیا بود.
از باشگاه‌هایی که در آن بازی کرده‌است می‌توان به باشگاه فوتبال استوک‌پورت کانتی و باشگاه فوتبال تاتنهام هاتسپر اشاره کرد.